# James Roosevelt
James Roosevelt (født 23. december 1907, død 13. august 1991) var den ældste søn af præsident Franklin D. Roosevelt og Anna Eleanor Roosevelt. Han blev født i New York på 125 East 36th Street og gik på Harvard University 1926-1930. 

## Karriere
Han var leder i et forsikringsselskab indtil 1937, hvor han blev sekretær for sin far i Det Hvide Hus.  
Under 2. Verdenskrig var han næstkommanderende for den 2. Raider bataljon, som var en tidlig kommando enhed i marinekorpset, der blev opstillet og trænet til at gennemføre guerilla lignende angreb bag fjendens linjer. Han endte med at trække sig tilbage med rang af brigadegeneral efter at have fået tildelt Navy Cross og Silver Star for kampindsats. James led af platfødder, så mens andre marinere skulle bruge støvler fik han lov til at bruge sneakers. 
Kort før 2. Verdenskrig var Roosevelt flyttet til Hollywood, California, hvor han havde påtaget sig en stilling hos filmproducenten Samuel Goldwyn. Efter krigen vendte han tilbage til California. I 1950 var Roosevelt opstillet som Demokraternes kandidat til guvernørposten i California. Han blev slået sikkert af den siddende guvernør Earl Warren, som blev valgt til en tredje periode. Roosevelt blev valgt til den 84. Kongres i november 1954, og sad i Repræsentanternes Hus indtil 1965.
I 1965 tabte Roosevelt i et forsøg på at vælte Sam Yorty som borgmester i Los Angeles. Samme år udpegede præsident Lyndon B. Johnson ham som delegerede til UNESCO. Roosevelt opgav posten i december 1966 og blev præsident for International Overseas Services Management Company. Selv om han havde været en liberal Demokrat i hele sit liv støttede James Roosevelt præsident Richard Nixons genvalg i 1972 og Ronald Reagan i 1980 og 1984.
Hans litterære værker består af Affectionately, FDR (med Sidney Shalett, 1959) og My Parents (med Bill Libby, 1976).
Roosevelt døde i Newport Beach, California i 1991 af komplikationer i forbindelse med et slagtilfælde og Parkinsons sygdom. Han var 83 og var den sidste overlevende af Franklin og Eleanor Roosevelts børn.

## Familie
Roosevelts første ægteskab var med Betsey Cushing, en af de berømte Cushing søstre.  De blev skilt i 1940. Da han døde havde Roosevelt været gift fire gange og havde syv børn.  
Børn
- Sara Wilford  (født Sara Delano Roosevelt, 13. marts 1932)
- Kate Roosevelt Whitney  (født 16. februar 1936)
- James Roosevelt, Jr.  (født 9. november 1945)
- Michael Anthony Roosevelt  (født 7. december 1946)
- Anna Eleanor Roosevelt  (født 10. januar 1948)
- Hall Delano Roosevelt  (født 27. juni 1957)
- Rebecca Mary Roosevelt  (født 12. april 1971)